# Борислав Абаджиев
Борислав Стефанов Абаджиев е български боксьор, лека категория. Представлява България на Летните олимпийски игри през 1988 година в Сеул, Южна Корея.

## Биография
Роден е на 14 октомври 1963 година във Видин. Част от спортната школа на „Славия“.
Европейски шампион е от първенството в Торино, Италия през 1987 г. Има също така сребърен (1989 г.) и бронзов (1985 г.) медал от европейското първенство, както и бронз (1986 г.) от Световното в Рино, Невада, САЩ.
Оттегля се от състезателна кариера през 1997 г.
Женен, има една дъщеря от брака си – Бояна.